# Ga Hakdong
Ga Hak-dong (Tiếng Hàn: 학동역, Hanja: 鶴洞驛) là ga tàu điện ngầm trên Tàu điện ngầm Seoul tuyến 7 nằm ở Hakdong-ro, Gangnam-gu, Seoul. Khu vực xung quanh nhà ga được gọi là Hak-dong trước năm 1982 và giao lộ Hakdong nằm ở đầu phía tây của nhà ga. 9 xe buýt phục vụ nhà ga qua 10 lối ra.

## Lịch sử
- 1 tháng 8 năm 2000: Việc kinh doanh bắt đầu với việc khai trương Tàu điện ngầm Seoul tuyến 7

## Bố trí ga
| Văn phòng Gangnam-gu ↑ |
| \| N/B                 |
| ↓ Nonhyeon             |

| Hướng Bắc | ● Tuyến 7 | ← Hướng đi Văn phòng Gangnam-gu · Cheongdam · Đại học Konkuk · Jangam |
| Hướng Nam | ● Tuyến 7 | → Hướng đi Nonhyeon · Xe buýt tốc hành · Isu · Seongnam →             |

## Xung quanh nhà ga
| Lối ra \| 나가는 곳 \| Exit \| 出口 | Lối ra \| 나가는 곳 \| Exit \| 出口 |
| ----------------------------------- | --- |
| 1                                   | Gangnam YMCA |
| 2                                   | Bưu điện Seoul Nonhyeon-dong |
| 3                                   | Nonhyeon 2-dong Convention Heritz Wedding |
| 4                                   | Trung tâm xã hội pháp lý Hàn Quốc Nonhyeon 1-dong |
| 5                                   | Trường tiểu học Seoul Nonhyeon Phố nội thất Nonhyeon Trung tâm cộng đồng Nonhyeon 1-dong Trung tâm phúc lợi người cao tuổi Nonhyeon Trung tâm văn hóa Nonhyeon 1 |
| 6                                   | Trung tâm An toàn Công cộng Nonhyeon 1 Phố nội thất Nonhyeon Thư viện Thông tin Nonhyeon |
| 7                                   | Công viên Hakdong |
| 8                                   | Bệnh viện Đại học Gangnam Eulji Trường Cao đẳng Nghệ thuật Quốc tế Herbalife |
| 9                                   | Nonhyeon 2-dong |
| 10                                  | Trụ sở chính Seoul Cơ quan Hải quan Thư viện quốc gia cục thống kê Trung tâm cộng đồng Nonhyeon 2-dong Trung tâm an toàn công cộng Nonhyeon 2 Bảo tàng thêu Hàn Quốc Trường trung học Unbuk Hiệp hội khấu trừ xây dựng Trung tâm nghệ thuật đương đại Platform Up Ủy ban quản lý bầu cử quận Seocho Gangnam Bệnh viện Nanoori |